# Günter Kluge
Günter Kluge (* 28. Oktober 1938) ist ein ehemaliger deutscher Fußballspieler. Zwischen 1965 und 1972 spielte er für die Armeesportgemeinschaft Vorwärts Meiningen in der DDR-Liga und war dort während dieser Zeit mit 134 Treffern erfolgreichster Torschütze. 

## Sportliche Laufbahn
Bis 1964 spielte der Stürmer Günter Kluge für die Betriebssportgemeinschaft (BSG) Motor Görlitz in der drittklassigen Bezirksliga Dresden. Mit 25 Jahren wechselte er mit Beginn der Saison 1964/65 zu Vorwärts Meiningen in die Bezirksliga Suhl. Mit der Armeemannschaft wurde er 1965 Bezirksmeister und stieg mit ihr in die zweitklassige DDR-Liga auf. Dort war er sieben Spielzeiten lang Stammspieler und war stets Torschützenkönig der Meininger. 1967/68 schoss er bei 30 Ligaeinsätzen 25 Tore und wurde damit erfolgreichster Torschütze der gesamten DDR-Liga. Diesen Erfolg wiederholte er eine Saison später mit 22 Treffern. In den sieben Spielzeiten für Vorwärts Meiningen bestritt Kluge 196 von 202 Ligaspielen, in denen er 134 Tore erzielte. 
Im Sommer 1972 kehrte er nach Görlitz zurück und schloss sich wieder seiner alten BSG an, die inzwischen unter der Bezeichnung Motor WAMA wieder in der Bezirksliga antrat. In der Saison 1973/74 half er zwischenzeitlich bei der benachbarten Armeesportgemeinschaft Vorwärts Löbau für neun DDR-Liga-Spiele aus, in denen er fünf Tore erzielen konnte. In Görlitz spielte Kluge weiter bis 1977 und wurde in diesem Jahr noch einmal Bezirksmeister und DDR-Liga-Aufsteiger. An der folgenden DDR-Liga-Saison nahm Kluge nicht mehr teil, da er zuvor als 37-Jähriger seine Laufbahn als Fußballspieler beendet hatte. Anlässlich der 100-Jahr-Feier des NFV Gelb-Weiß Görlitz, dem Nachfolger der BSG Motor, wurde Günter Kluge 2009 in die Görlitzer Jahrhundertelf gewählt.